# Morvay József
Morvay József (Mezőkövesd, 1926. május 31. – Szeged, 1987. november 8.) magyar gyógyszerész, kémikus, egyetemi tanár. A kémiai tudományok doktora (1984).

## Életpályája
A Szegedi Tudományegyetemen 1946–1950 között gyógyszerészi, 1958-ban gyógyszerészdoktori diplomát kapott. 1950-től a Szegedi Egyetem Gyógyszerészi Vegytani Intézetében előbb tanársegéd, majd adjunktus. 1965-től az Orvostudományi Egyetem Szülészeti és Nőgyógyászati Klinikájának laboratóriumát vezette. 1970-ben egyetemi docens lett. 1970-ben vegyészdoktori címet szerzett. 1973-ban klinikai laboratóriumi vizsgálatokból, 1974-ben pedig gyógyszerellenőrzés témákban tett szakgyógyszerészi vizsgát. 1986-tól egyetemi tanár volt.

### Munkássága
Kutatási területe a műszeres klinikai-kémiai elemzés a szülészet-nőgyógyászatban és az endokrinológia. Biokémiai diagnosztikai elemzéseivel külföldön is sok sikert ért el. Tagja volt a Magyar Gyógyszerészeti Társaságnak, a Magyar Biokémiai Társaságnak és a Klinikai Laboratóriumi Diagnosztikai Társaságnak. Évtizedekig oktatta a gyógyszerész- és orvostanhallgatókat. Cikkei a Gyógyszerészet című folyóiratban jelentek meg.

## Művei
- Cellulóz előállítása hazai nyersanyagokból salétromsavas feltárással, különös tekintettel az édescirokra (disszertáció, Szeged, 1958)
- Átmeneti fém-tiobarbiturát komplexek vizsgálata és alkalmazása tiobarbiturátok meghatározására (Kandidátusi értekezés; Szeged, 1969)
- Biofarmaciai vizsgálatok lehetősége a klinikai laboratóriumokban (Gyógyszerészet, 1972)
- A klinikai laboratóriumi vizsgálatok eredményeit befolyásoló gyógyszerek (Mezey Gézával, Budapest, 1975)
- Gyógyszerkölcsönhatások (Mezey Gézával, Budapest, 1979)
- Gyógyszeranalízis a humán reprodukcióval összefüggő mátrixokban (Akadémiai doktori értekezés; Szeged, 1983)
- Gyógyszerek hatása a klinikai kémiai vizsgálatok eredményeire (Mezey Gézával, Budapest, 1987)

## Díjai
- „Érdemes Gyógyszerész” (1965)
- Than Károly-emlékérem (1976)
- Kiváló Munkáért (1979)
- Schulek Elemér-emlékérem (posztumusz, 1989)